# 92
Aquesta pàgina és per a l'any. Per al nombre, vegeu noranta-dos.

## Esdeveniments
- L'exèrcit romà es mou cap a Mesopotàmia

## Necrològiques
- Dou Xian, polític xinès
- Ban Gu, historiador xinès (n. 32)
- Yuan An, estadista xinès